# Pottia vernicosa
Pottia vernicosa là một loài rêu trong họ Pottiaceae. Loài này được (Hook. ex Harv.) Hampe mô tả khoa học đầu tiên năm 1849.